# 레알 카르타헤나
레알 카르타헤나(스페인어: Real Cartagena Fútbol Club S.A.)는 콜롬비아 볼리바르주 카르타헤나를 연고로 하는 축구단이다. 1971년 1월 10일에 창단되었으며, 카테고리아 프리메라 B에 참가하고 있다.